# Mundys
Mundys SpA (voorheen Atlantia SpA) is de grootste private wegbeheerder van Europa.

## Activiteiten
Mundys is een Italiaanse holding, en bestaat uit meerdere tolwegexploitanten die gezamenlijk 8900 kilometer tolweg beheren en vijf luchthavens waarvan twee in Italië en drie in Frankrijk. In Europa heeft het bijna 2600 kilometer aan tolwegen in Frankrijk, Spanje en Italië.
In 2023 bedroeg de omzet € 8,6 miljard. Hiervan kwam € 6,3 miljard van de tolwegen en de rest was afkomstig van de luchthavens, de bouwactiviteiten en overige diensten. Door de coronapandemie leed het bedrijf een fors verlies. Het gebruik van de tolwegen nam met zo'n 20% af en op de luchthavens met zelfs 70% waardoor de inkomsten daalden. Bij het bedrijf werkten in totaal 23.600 mensen.
Het bedrijf was genoteerd aan de Borsa Italiana en maakte onderdeel uit van de aandelenindex FTSE MIB. In december 2022 werd de beursnotering beëindigd na een succesvol bod op alle aandelen door Edizione S.p.A., Blackstone en Fondazione CRT.

## Geschiedenis
Atlantia werd als Autostrade SpA in 1950 door het staatsbedrijf IRI opgericht. In 1999-2000 werd de onderneming geprivatiseerd. 
In april 2006 werd bekend dat het Spaanse Abertis een bod uitbracht op Autostrade. De overname van Autostrade door Abertis mislukte evenwel. In mei 2007 stemde de raad van bestuur van Autostrade SpA in met de keuze van de naam van Autostrade in Atlantia te veranderen.
In 2013 werden de activiteiten uitgebreid met de luchthavens van Rome.
Medio mei 2017 deed Atlantia een bod op alle aandelen van het Spaanse Abertis. Atlantia was bereid € 16,3 miljard te betalen. In de loop van 2017 kwam ook het Spaanse bouwconcern Actividades de Construcción y Servicios (ACS) van Florentino Pérez in beeld als tweede kandidaatovernemer van Abertis. Na een maandenlange overnamestrijd besloten Atlantia en ACS samen te werken om Abertis te acquireren. Begin 2018 brachten ze gezamenlijk een overnamebod van € 18,2 miljard uit, bijna twee miljard euro meer dan het eerste bod van Atlantia in mei 2017. De aandeelhouders gingen in op het bod en in juni 2018 kregen ACS en Atlantia ook van de Europese mededingingsautoriteiten toestemming om Abertis over te nemen. Bij de goedgekeurde transactie verkreeg Atlantia 50%+1 aandeel Abertis in handen en ACS de rest.
Door de gezamenlijke overname werd een langere en moeizame overnamestrijd vermeden en vermeed men ook elk mogelijk politiek verzet in Spanje als Atlantia als Italiaanse holding de overname autonoom had pogen te realiseren. De Spaanse verankering van Abertis is verzekerd, hoewel de nieuwe Italiaanse mede-eigenaars een sterkere hand zullen hebben in het management. Atlantia investeerde € 6 miljard in de overname, waarbij eveneens de aankoop van een belang van 25% in Hochtief is inbegrepen. Dit was € 10 miljard minder dan het oorspronkelijke bod, wat ruimte biedt voor andere overnames. In oktober 2018 werd de overname van Abertis afgerond. Door de overname van 50%+1 aandeel van Abertis is de grootste autowegenexploitant ter wereld ontstaan. Met 14.000 kilometer autowegen onder beheer en een gezamenlijke omzet van meer dan € 10 miljard passeert de nieuwe combinatie het Franse VINCI, die in 2016 circa € 6,3 miljard aan tolinkomsten genereerde. Ook de inbreng van het Duitse bouwconcern Hochtief, een dochteronderneming van ACS, is in de bouwsector flink uitgebreid in nieuwe markten als Duitsland, de Verenigde Staten, Canada en Australië. In 2018 realiseerde het bedrijf, inclusief de consolidatie van Abertis gedurende twee maanden, een omzet van € 6,9 miljard. De tolwegen leverden een bijdrage van € 5 miljard aan de omzet en de vliegvelden € 0,8 miljard.
Atlantia nam in maart 2018 een belang van 15,49% in Getlink, het vroegere Eurotunnel en de uitbater van de Kanaaltunnel. De koopsom was €1,06 miljard en Atlantia is daarmee de grootste aandeelhouder van Getlink.
Op 14 augustus 2018 stortte in Genua de Ponte Morandi in. De Ponte Morandi is een onderdeel van het traject van de A10, een tolsnelweg in beheer van Atlantia. Bij de instorting vielen 43 dodelijke slachtoffers en 15 gewonden. Daarnaast is er materiële schade en stelt zich een groot probleem voor de verkeersdoorstroming gegeven het belang van de route voor internationaal, nationaal en lokaal verkeer langs de westkust van de Italiaanse laars. Atlantia ontkende verwaarlozing en stelde voldaan te hebben aan alle benodigde controles en herstelwerkzaamheden. De Italiaanse regering heeft gedreigd de tolwegconcessie in het land in te trekken tenzij er een andere oplossing wordt geboden. Atlantia had al eerder aangeboden de toltarieven te verlagen, meer te investeren en financiële compensatie te bieden aan de slachtoffers. De regering geeft de voorkeur aan een wisseling van eigenaar waarbij de staat een flink aandelenbelang in Autostrade per l'Italia zal nemen. Op 24 februari 2021 werd een bod uitgebracht door een consortium, onder leiding van het Italiaanse staatsbedrijf Cassa Depositi e Prestiti (CDP), op het 88% aandelenpakket in Autostrade per l'Italia. Het bod, ter waarde van € 9,3 miljard, werd op 10 juni 2021 door het bestuur van Atlantia geaccepteerd. De overdracht werd op 5 mei 2022 afgerond.
In april 2021 verkocht Atlantia 49% van de aandelen in Telepass aan Partners Group voor € 1,06 miljard. Telepass verzorgt de inning van tolgelden in 14 Europese landen met 105.000 kilometer autoweg. De twee aandeelhouders blijven intensief samenwerken om meer klanten te binden en nieuwe betaalvormen te introduceren.
On juni 2022 werd de koop bekend afgerond van Yunex Traffic, dit bedrijfsonderdeel van Siemens is actief op het gebied van Intelligent Transport Systems (ITS). Met deze transactie wil het bedrijf minder afhankelijk worden van de traditionele tolweg activiteiten. Yunex Traffic telde ongeveer 3000 medewerkers en is actief met de systemen in meer dan 600 steden wereldwijd. De jaaromzet in 2021 was 600 miljoen euro. De overnamesom, inclusief de overname van schulden, was bijna een miljard euro.
In december 2022 werd de beursnotering beëindigd na een succesvol bod door Edizione S.p.A., Blackstone en Fondazione CRT. Een paar maanden na deze overname, op 13 maart 2023 werd de naam gewijzigd in Mundys.
In oktober 2023 won Abertis een concessie van de Puerto Rico Public-Private Partnerships Authority. Mundys wordt daarmee verantwoordelijk voor het herstel, het onderhoud en de exploitatie van vier tolwegen. Met een totale lengte van 192 kilometer zijn dit de laatst overgebleven tolwegen op Puerto Rico. Het bod bedroeg US$ 2,85 miljard (ca. € 2,7 miljard).